# 이제 벨라루스에 대한 공격이 시작된 지점을 보여드리겠습니다

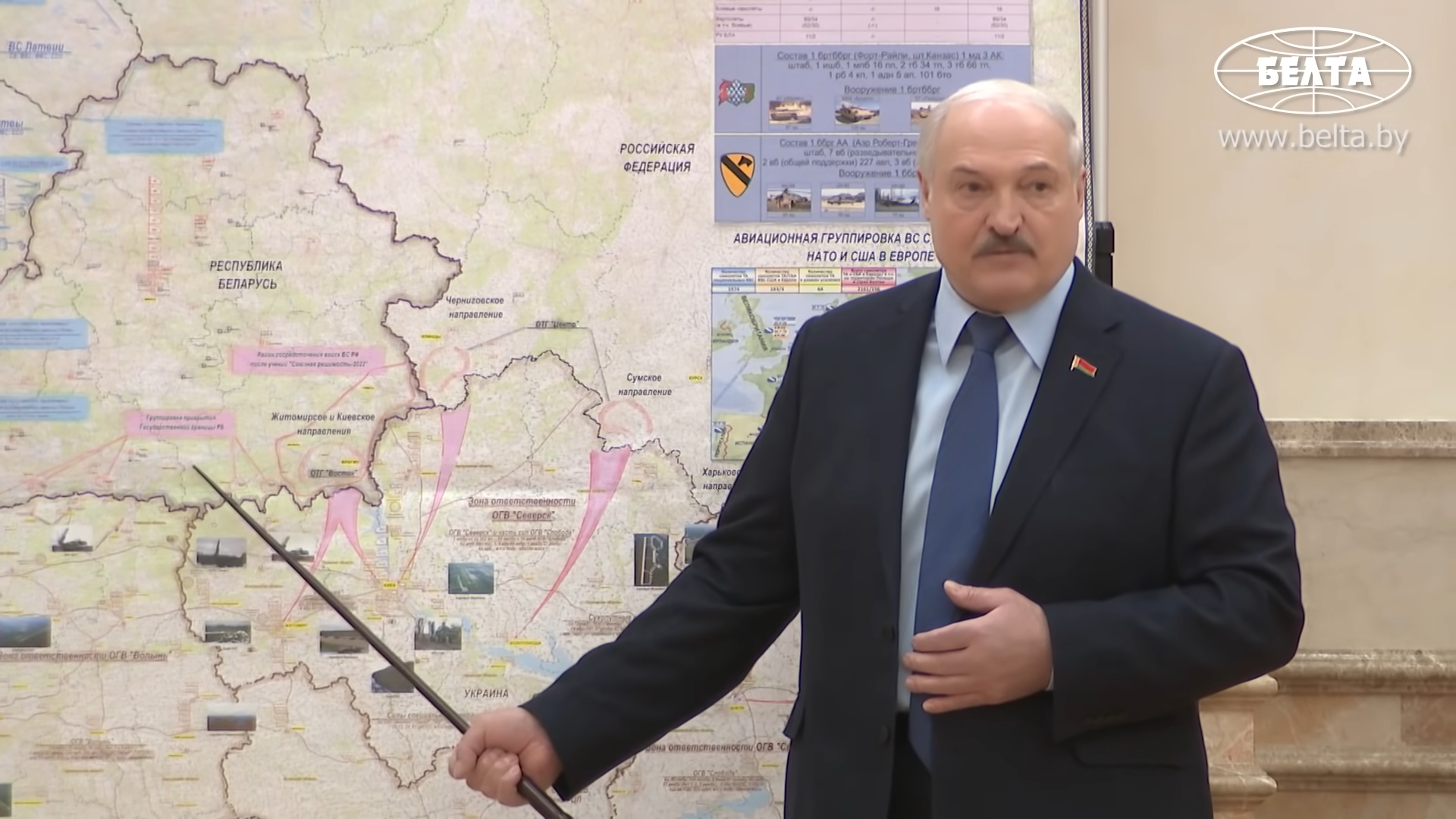
2022년 3월 1일 루카셴코의 발표 장면 모습.

"이제 벨라루스에 대한 공격이 시작된 지점을 보여드리겠습니다"(러시아어: А я сейчас вам покажу, откуда на Беларусь готовилось нападение 아 야 세이차스 포카주, 옷쿠다 나 벨라루시 고토빌로시 나파데니예[*])는 2022년 러시아의 우크라이나 침공을 정당화하려는 알렉산드르 루카셴코의 말에서 유래하고, RuNet에서 널리 퍼진 문구이다. 이 문구는 이후 캐치프레이즈, 밈이 되었다. 인터넷 밈 상에서 루카셴코는 원본 비디오에서 사라진 뒤, 음악과 함께 다른 영화의 재미있는 상황으로 이동된다. 밈의 원본은 2022년 3월 11일 러시아와 벨라루스 대통령의 회담에서 촬영된 영상이다. 이 회의에서 알렉산드르 루카셴코는 "특수군사작전"(푸틴이 우크라이나와의 전쟁을 일컫는 단어)이 시작되지 않았다면 우크라이나가 벨라루스를 먼저 공격했을 것이라고 블라디미르 푸틴에게 말했다.
А я сейчас вам покажу, откуда на Беларусь готовилось нападение. И если бы за шесть часов до операции не был нанесён превентивный удар по позициям. Четыре позиции, я сейчас покажу карту, я принёс. Они бы атаковали наши войска Беларуси и России, которые были на учении. Поэтому не мы развязали эту войну, у нас совесть чиста.

이제 벨라루스에 대한 공격이 시작된 지점을 보여드리겠습니다. 그리고 작전 6시간 전에 선제타격이 없었더라면, 이 네 지점, 제가 가져온 지도로 보여드리죠, 그들은 훈련 중인 벨라루스와 러시아군을 공격했을 것입니다. 그러므로 우리는 전쟁을 일으킨 것이 아니고, 우리의 양심은 깨끗합니다.

BBC에 따르면 "우크라이나에 대한 러시아의 침략을 정당화하려는 그의 열정은 일련의 괴상한 인터넷 밈으로 돌아왔다." 영상에서 벨라루스 대통령은 기차역으로 옮겨지거나, 쓰레기통 근처에 앉게 되거나, 할머니와 함께 마당에 버려진다. 루카셴코는 또한 다음의 인물들에게 독백을 전한다. (《백조의 호수》의 발레리나, 영화 The Shining and Ivan Vasilievich Changes Profession의 여주인공, 놀이기구를 타는 소녀, 포르노 배우, 프로그램 "Live healthy!"에 출연한 옐레나 말리셰바, 토크쇼 '결혼하자!'의 호스트, 라리사 구제바, 외계인 회사, 미스터 빈, 닭, 기차역의 노숙자들, 오스카 시청자들) 또한 블라디미르 지리놉스키의 관에서 푸틴에게까지 여러 곳에 방송된다.
추가로, '의외의 결말이 있는 영상'도 제작되었다. 보통은 어떤 호기심이 들었을 때 루카셴카의 독백이 카타르시스가 되는 플롯이다. 예를 들어, 잘 생긴 남자가 당신에게 관심을 보인다면 어떻게 해야 하는지에 대한 비디오에서는 이렇게 말한다. "뒤돌아서, 내려다보고, 미소를 지으며 이렇게 말하세요! ("이제 벨라루스에 대한 공격이...")" 차 안에서 여자 친구와 혼자 무엇을 해야 할까요?" 같은 질문에서도 대답은 똑같이 나온다. 다른 영상에서 벨라루스 대통령은 "아버지"의 연설과 벨고로드의 창고 폭발을 결합한 디젤 쇼의 이고르 그리고르예비치 크루토골로프와 같은 유명인들에게도 조롱받는다.
매체에서는 이 문구가 하나의 캐치프레이즈로 사용되기 시작했다. 예를 들어 루카셴코가 하키 경기 중 얼굴을 맞았을 때와 같은 상황에선 "이제 턱에 대한 타격이 시작된 지점을 보여 드리겠습니다."

## 같이 보기
- 키이우의 유령